# This Dollar Saved My Life at Whitehorse
 (avril 2018).
Si vous disposez d'ouvrages ou d'articles de référence ou si vous connaissez des sites web de qualité traitant du thème abordé ici, merci de compléter l'article en donnant les références utiles à sa vérifiabilité et en les liant à la section « Notes et références ».
This Dollar Saved My Life at Whitehorse est le premier album studio du groupe allemand Lucyfire. Il est sorti en 2001 sur le label Steamhammer/SPV.

## Liste des titres
1. Baby Come On
2. Thousand Million Dollars in the Fire
3. Mistress of the Night
4. Over & Out
5. As Pure As S.I.N.
6. Automatic
7. Perfect Crime
8. U Can Have All My Love 2nite
9. Sharp Dressed Man
10. Annabel Lee
11. The Pain Song

## Signification du titre de l'album
L'album partage son titre avec une peinture du dessinateur et scénariste américain Carl Barks datée de 1973, qui représente l'Oncle Picsou racontant une histoire aux Castors Juniors et à Donald Duck. L'album et la peinture font référence à une ville située dans le  territoire fédéral du Yukon, Whitehorse, où Picsou a vécu de multiples aventures à la recherche d'or, comme expliqué dans l'album Retour au Klondike.